# FZD2
Frizzled-2 es una proteína que en humanos está codificada por el gen FZD2 .
Los miembros de la familia de genes frizzled codifican proteínas de dominio transmembrana 7 que son receptores de proteínas de señalización Wnt. La expresión del gen FZD2 parece estar regulada por el desarrollo, con altos niveles de expresión en riñón y pulmón fetal y en colon y ovario adultos.